# Aliaxandr Kurliandchyk
Aliaxandr Kurliandchyk –en bielorruso, Аляксандр Курляндчык; transliteración rusa, Alexandr Kurliandchik– (25 de noviembre de 1971) es un deportista bielorruso que compitió en piragüismo en la modalidad de aguas tranquilas. Ganó cuatro medallas en el Campeonato Mundial de Piragüismo entre los años 2001 y 2006, y cuatro medallas en el Campeonato Europeo de Piragüismo entre los años 2004 y 2007.

## Palmarés internacional
| Campeonato Mundial | Campeonato Mundial       | Campeonato Mundial | Campeonato Mundial |
| Año                | Lugar                    | Medalla            | Competición        |
| ------------------ | ------------------------ | ------------------ | ------------------ |
| 2001               | Poznań (Polonia)         | Medalla de plata   | C4 1000 m          |
| 2002               | Sevilla (España)         | Medalla de bronce  | C4 1000 m          |
| 2005               | Zagreb (Croacia)         | Medalla de bronce  | C4 200 m           |
| 2006               | Szeged (Hungría)         | Medalla de bronce  | C4 1000 m          |
| Campeonato Europeo |                          |                    |                    |
| Año                | Lugar                    | Medalla            | Competición        |
| 2004               | Poznań (Polonia)         | Medalla de bronce  | C4 500 m           |
| 2004               | Poznań (Polonia)         | Medalla de bronce  | C4 1000 m          |
| 2006               | Račice (República Checa) | Medalla de plata   | C4 500 m           |
| 2007               | Pontevedra (España)      | Medalla de oro     | C4 500 m           |